# Острый эозинофильный лейкоз
Острый эозинофильный лейкоз, или острый эозинобластный лейкоз, — это редкий подтип острого миелоидного лейкоза с высоким (50 — 80 %) процентом эозинофильных бластных клеток в крови и/или костном мозге. Он может возникнуть de novo или развиться у пациентов, страдающих хронической формой гиперэозинофильного синдрома. Больные с острым эозинофильным лейкозом предрасположены к развитию бронхоспазма, а также сердечной недостаточности вследствие миокардиального фиброза. Гепатомегалия и спленомегалия встречаются при этой форме ОМЛ чаще, чем при других вариантах ОМЛ.

## Диагностика
В диагностике этой формы ОМЛ помогает специфическая гистохимическая реакция на выявление эозинофильной цианид-устойчивой пероксидазы. Она позволяет отличить лейкозные бластные клетки с эозинофильной дифференциацией. Это даёт возможность поставить диагноз острого эозинофильного (или эозинобластного) лейкоза в некоторых случаях ОМЛ, когда при световой микроскопии видимое количество эозинофильных бластных клеток в крови и/или костном мозге невелико.

## Лечение и прогноз
Острый эозинофильный (эозинобластный) лейкоз лечится по таким же схемам химиотерапии, как и другие разновидности ОМЛ. Реакция на лечение в среднем такая же, как и при других разновидностях ОМЛ.